# Аурангабад (город, Махараштра)
Аурангаба́д (маратхи औरंगाबाद pronunciationо файле, англ. Aurangabad, хинди औरंगाबाद от фарси и урду: اورنگ‌آباد, буквально «воздвигнутый троном») — город в штате Махараштра, Индия. Административный центр округа Аурангабад. Важный туристический центр, через который проходят пути к объектам Всемирного наследия — пещерным храмовым комплексам Аджанта и Эллора. Один из новых городов-миллионников, значительный промышленный и образовательный центр.

## История

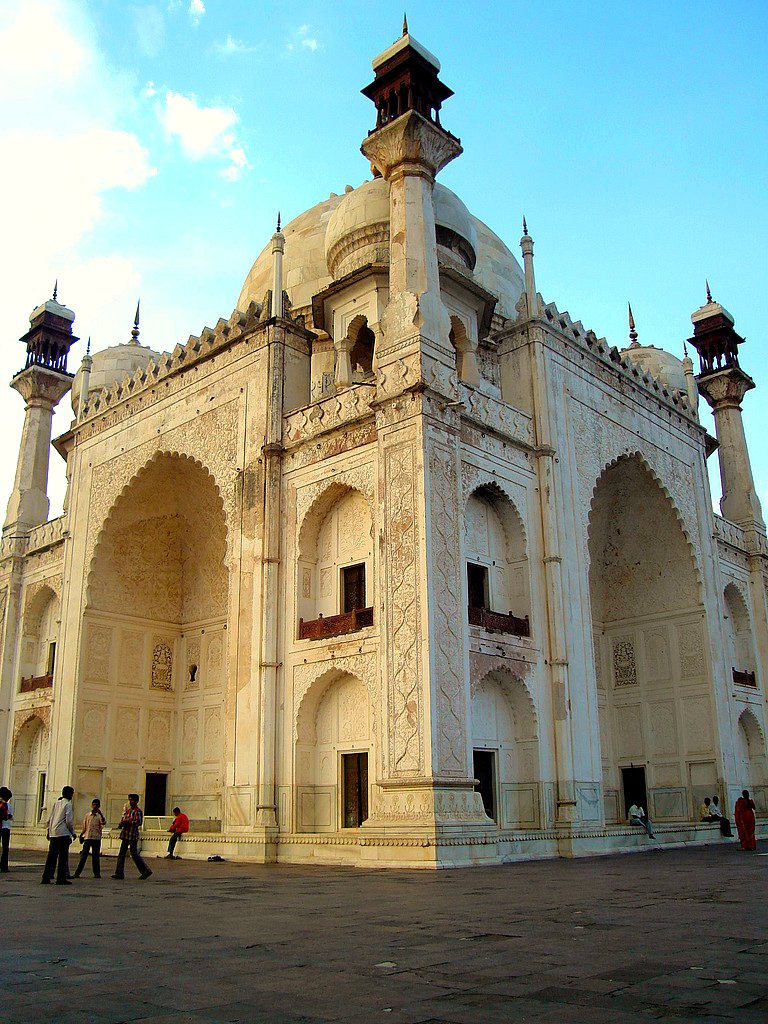
Биби-Ка-Макбара

Город был построен в 1604—1610 годах на месте деревни Хадки Маликом Амбаром, премьер-министром Муртазы Низам-шаха II, султана Ахмаднагара. Годом основания города считается 1610. При основании он был назван Фатехпура, возможно в честь сына Амбара, Фатх-хана.
В 1634 году в город приехал Аурангзеб, назначенный губернатором Деккана. Он жил здесь до 1644 года, когда уехал в Агру бороться за престол Великих Моголов.
В 1681 году Аурангзеб, уже ставший императором, вернулся в Аурангабад и сделал его своей столицей. Отсюда он вёл успешные войны с независимыми султанатами Деккана до своей смерти в 1707 году. По-видимому, город был переименован в Аурангабад именно в эти последние годы.
В могольский период Аурангабад получил прозвание «город ворот», так как его характерной чертой являются многочисленные ворота по периметру. Ныне сохранились восемь из них — памятники могольской эпохе.
Гробница Аурангзеба расположена в Хулдабаде, маленьком городе вблизи Аурангабада, где также расположена Долина Святых — место, где похоронено 1 500 суфийских святых. С именем Аурангзеба также связана уменьшенная и упрощённая копия Тадж-Махала, Биби-Ка-Макбара на северо-западе города.

## Климат
Для Аурангабада характерен полупустынный климат. Средние температуры в течение года изменяются от  17 до 33 °C, наиболее комфортное время для посещения года - период с октября по февраль. Абсолютный максимум температуры был зарегистрирован 25 мая 1905 года и составил 45.6 °C. Абсолютный минимум составляет 2 °C и был отмечен 2 февраля 1911 года. Большая часть осадков выпадает в муссонный сезон, длящийся с июня по сентябрь. В период с ноября по апрель иногда отмечаются грозы. Годовая норма осадков - 725,8 мм.
| Показатель                    | Янв. | Фев. | Март | Апр. | Май  | Июнь  | Июль  | Авг.  | Сен.  | Окт. | Нояб. | Дек. | Год   |
| ----------------------------- | ---- | ---- | ---- | ---- | ---- | ----- | ----- | ----- | ----- | ---- | ----- | ---- | ----- |
| Абсолютный максимум, °C       | 37,2 | 37,8 | 42,2 | 45,0 | 45,6 | 43,9  | 37,8  | 36,1  | 36,7  | 37,8 | 30,6  | 34,4 | 45,6  |
| Средний суточный максимум, °C | 29,0 | 31,7 | 35,6 | 38,5 | 39,5 | 34,7  | 30,0  | 29,2  | 30,3  | 31,8 | 30,0  | 28,4 | 32,4  |
| Средняя температура, °C       | 22,0 | 24,1 | 28,7 | 33,0 | 34,9 | 31,6  | 28,3  | 27,1  | 28,0  | 27,4 | 24,0  | 21,5 | 27,55 |
| Средний суточный минимум, °C  | 11,0 | 13,0 | 17,6 | 21,9 | 23,9 | 22,9  | 21,7  | 21,1  | 20,6  | 18,0 | 13,7  | 18,9 | 10,7  |
| Абсолютный минимум, °C        | 3,9  | 2,2  | 8,9  | 10,0 | 17,2 | 17,2  | 18,3  | 17,2  | 16,1  | 12,2 | 7,2   | 5,0  | 2,2   |
| Норма осадков, мм             | 11,3 | 2,7  | 5,6  | 3,9  | 26,2 | 132,2 | 157,9 | 152,7 | 146,0 | 62,1 | 26,8  | 12,0 | 739,4 |
| Источник:                     |      |      |      |      |      |       |       |       |       |      |       |      |       |

## Население
| Религии в Аурангабаде                    | Религии в Аурангабаде | Религии в Аурангабаде | Религии в Аурангабаде | Религии в Аурангабаде |
| Религия                                  |                       |                       | Процент               |                       |
| ---------------------------------------- | --------------------- | --------------------- | --------------------- | --------------------- |
| индуизм                                  |                       |                       | 59.1 %                |                       |
| ислам                                    |                       |                       | 38.0 %                |                       |
| христианство, сикхизм, буддизм, джайнизм |                       |                       | 2.9 %                 |                       |
| Distribution of religions †              |                       |                       |                       |                       |

Численность населения (2011) — 1 193 167 человек. 11 % населения — дети до 6 лет. Основные языки — маратхи и урду Согласно данным переписи населения 59,09 % населения говорит на языке маратхи, 14,76 % — на урду. Хинди является основным языком для 23,40 % жителей города.

## Экономика
Четыре века назад Аурангабад был значительным торговым центром на пересечении караванных путей, в первую очередь между портами Северо-Западной Индии и Декканом. В настоящее время это один из важнейших транзитных туристических центров Индии благодаря близости к объектам мирового наследия Аджанте и Эллоре. На рубеже XX—XIX веков город превратился в значительный промышленный центр, с развитой образовательной составляющей и быстрым ростом населения.

### Промышленность
Традиционно город был центром производства шёлковых и хлопковых тканей. Разработанная здесь комбинированная ткань из шёлка и хлопка известна как химру́. В настоящее время значение шёлковых производств упало, но часть мануфактур продолжает поддерживать традицию, среди них Aurangabad Silk Mills и Standard Silk Mills. В Аурангабаде также делают пайтханские шёлковые сари (их название идёт от близлежащего города Пайтхан).
Основными производствами сегодня являются производство фармацевтических препаратов, чёрная металлургия (сталеобработка), производство прохладительных напитков и пива.
На окраинах города и за его пределами расположены промышленные зоны: Индустриальный район Шендра, Чикалтхана, Валудж. Здесь располагаются заводы ряда международных промышленных корпораций, в частности — крупный завод компании Audi.

### Банки и финансы
В начале XXI века, с экономическим подъёмом города здесь открылись все основные оперирующие в Индии частные и государственные банки, в том числе Государственный Банк Индии, Государственный Банк Хайдерабада, Citibank, Deutsche Bank, ICICI Bank, Банк Индии, HDFC Bank, YES Bank, SIDBI.

### Информационные технологии
Близость программистских центров Мумбаи, Хайдарабада и Пуны обеспечила постоянный рост числа филиалов софтверных компаний в городе, благодаря его населённости и наличию образовательных центров.

## Политика
Аурангабад имеет одно место в Лок сабха, в настоящее время его занимает Чандракант Кхайре, член парламента от партии Шив сена. Аурангабад также представлен двумя местами в Ассамблее: Западный Аурангабад партией Индийский национальный конгресс, Восточный Аурангабад — Партией национального конгресса.

## Транспорт

### Автомобильный транспорт
В черте города и между городом и пригородами работает автобусная компания Aurangabad Municipal Transport (AMT).
Компания Maharashtra State Road Transport Corporation (MSRTC) и несколько других частных автобусных компаний осуществляют связь между городом и другими населёнными пунктами штата.
Широко распространены авторикши, снабжённые счётчиками. Оплата рассчитывается на основе счётчика и тарифной карты, имеющейся у водителя.

### Воздушный транспорт
Аэропорт Аурангабада — Аэропорт Чикалтхана — обслуживает внутрииндийские рейсы. В настоящее время идёт строительство, которое позволит превратить его в международный аэропорт. Ближайшие международные аэропорты расположены в Мумбаи и Пуне.

### Железнодорожный транспорт
Железнодорожная станция Аурангабад (Код станции: AWB) расположена на отрезке Качигуда — Манмад Хайдерабадского (HYB) отделения Южно-Центральной железной дороги (SCR). Движение стало двусторонним в 2003 году. Самым престижным поездом здесь считается Аджанта-экспресс, курсирующий через Аурангабад между Качигудой и Манмадом. Наиболее оживлённым является маршрут между Аурангабадом и Хайдерабадом (ряд экспрессов и пассажирских поездов). Значителен трафик между Аурангабадом и Мумбаи, его обслуживают четыре ночных и два дневных поезда, а также комфортабельный скоростной Джанашатабди-экспресс (время в пути 6 часов 30 минут).

## Достопримечательности

### Памятники культуры в черте и на окраинах города
- Биби-Ка-Макбара — мавзолей супруги Аурангзеба на северо-западе города.
- Пещеры Аурангабада — высеченные в каменистых холмах буддийские пещерные храмы в районе университета и на северо-западе за пределами города.
- Ворота Аурангабада — восемь ворот (дарваджа) из тринадцати, построенных во времена Моголов, дошли до наших дней: Бхадкал, Дилли, Рангин, Каткат, Рошан, Барапулла, Пайтхан, Кала-дарваджа. Самыми древними и большими из них являются ворота Бхадкал-дарваджа, рядом с которыми расположен Дворец Науханда, принадлежавший низамам.

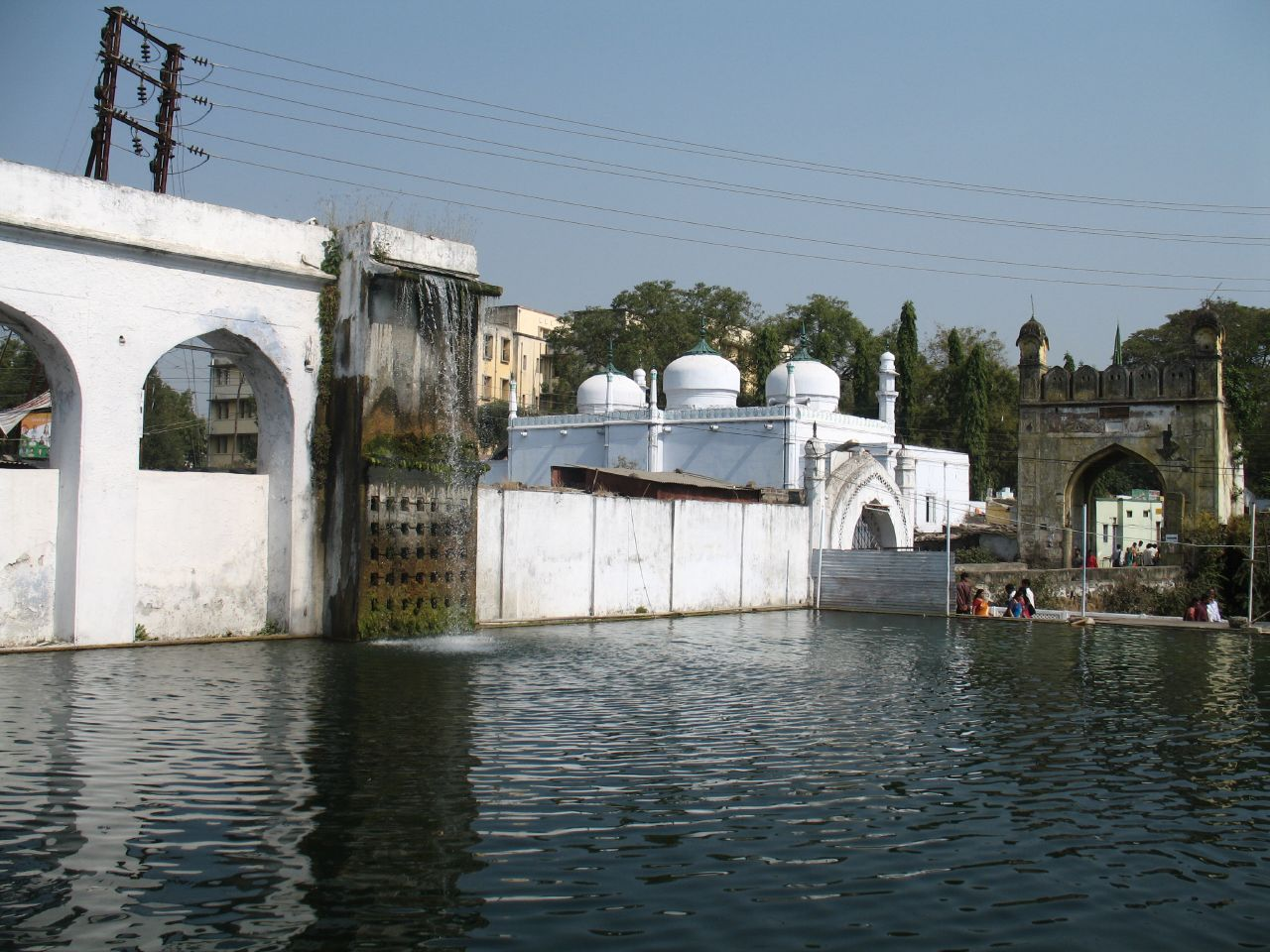
Водяные мельницы Панчакки и суфийский мавзолей в Аурангабаде

- Панчакки (19°53’22"N 75°18’56"E) — комплекс водяных мельниц и рыбоводческое хозяйство: технологии индийской старины. По преданию, комплекс строился лично Маликом Амбаром, основателем города.

### Памятники культуры в окрестностях города
- Аджанта — комплекс пещерных храмов, памятник Всемирного наследия.
- Эллора — комплекс пещерных храмов, памятник Всемирного наследия.
- Даулатабад — в 16 км, полузаброшенный фортифицированный город XII—XIV века с фортом Девагири на холме, одна из столиц династии Туглаков, в первые десятилетия XVII века потерял значение с передачей административных функций в Аурангабад.
- Питхалкора — комплекс тхеравадинских пещерных храмов II в. до н. э., 78 км на северо-запад от города.
- Хулдабад с гробницей Аурангзеба и Долиной Святых.

### Природные объекты
- Птичий заповедник водохранилища Джаяквади — заповедник, через который проходит миграция птиц из Сибири (в 45 км от города)
- Лонар — озеро, образовавшееся от удара метеорита (около Мехекара, 150 км от Аурангабада)
- Парк дикой природы и птичий заповедник Гаутала
- Сад Сиддхартхи
- Холмы Мхайсмал
- Сад святого Днянешвара в Пайтхане (50 км от Аурангабада)